# Habitatge al carrer Gurb, 86
L'Habitatge al carrer Gurb, 86 és una obra de Vic (Osona) inclosa a l'Inventari del Patrimoni Arquitectònic de Catalunya.

## Descripció
Casa mitgera que consta de planta baixa, primer pis i segon pis oberta al carrer per una galeria. És de planta rectangular i coberta a dues vessant. Presenta un eix de composició vertical respecte a l'obertura de la planta baixa i el pis. No obstant, aquest es trenca mitjançant l'obertura, al segon pis, d'una galeria d'arcs rebaixats i barana de ferro. Els brancals i llindes de les obertures són de pedra, la del portal datada. La façana és arrebossada. El ràfec és ampli, amb llates i colls de biga de fusta. Els baixos estan destinats a comerç.
Aquest edifici ha estat enderrocat, actualment hi ha una construcció nova.

## Història
L'antic camí de Gurb sorgí com la prolongació del carrer de les Neus cap al segle xii, moment en què les masies anaven canviant la seva fesomia a favor de cases mitgeres que seguien el traçat natural del camí. Al segle xv es construir l'església gòtica dels Carmelites prop de l'actual carrer Arquebisbe Alemenay que fou enderrocada el 1655 en convertir la ciutat en plaça fortificada contra els francesos durant la guerra dels Segadors. En els segles XVII-XVIII es va construir l'actual convent i l'església dels Carmelites calçats. Al segle xviii la ciutat experimenta un fort creixement i aquests carrers itinerants es renoven formant part de l'eixample Morató. Al segle xix amb la urbanització de l'Horta d'en Xandri, entre el carrer Gurb i el carrer de Manlleu, també es renova. Actualment el carrer viu una etapa d'estancament i convindria rehabilitar-lo. L'edifici tal com està actualment és probable que sigui del 1798.